# Долішня Хубавка
Долішня Хуба́вка (болг. Долна Хубавка) — село в Тирговиштській області Болгарії. Входить до складу общини Омуртаг.

## Населення
За даними перепису населення 2011 року у селі проживали 225 осіб.
Національний склад населення села:
| Національність   | Кількість осіб | Відсоток |
| ---------------- | -------------- | -------- |
| турки            | 218            | 96,9%    |
| болгари          | 4              | 1,8%     |
| інша             | 0              | 0%       |
| Всього відповіли | 225            |          |

Розподіл населення за віком у 2011 році:
Динаміка населення: